# ユニオン駅 (ワシントンD.C.)

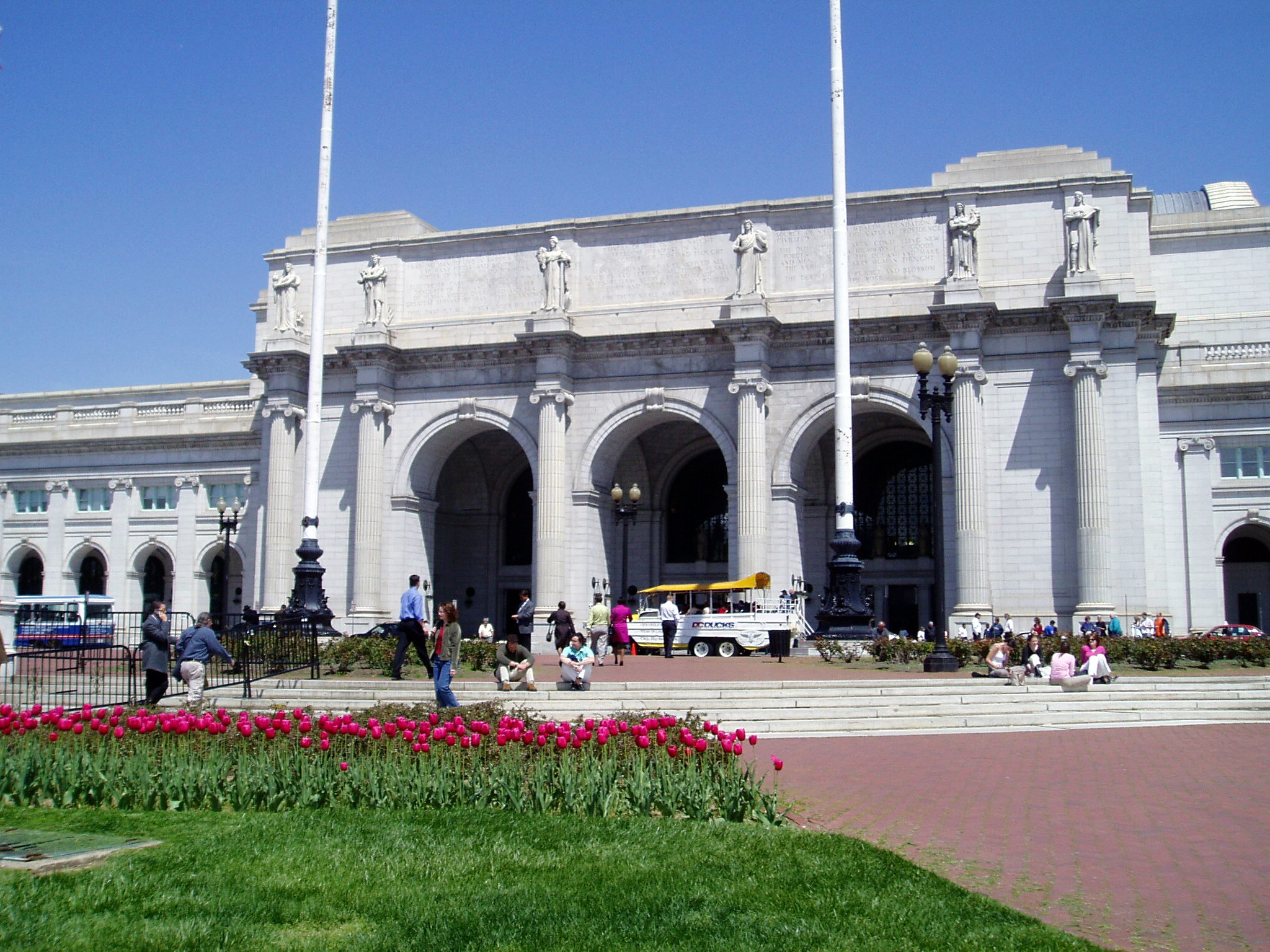
ワシントン・ユニオン駅の中央ファサード

ユニオン駅（英: Union Station）は、アメリカ合衆国の首都ワシントンD.C.の玄関口となっている鉄道駅である。同名の駅と区別するためワシントン・ユニオン駅と呼ばれることもある。
1908年に完成した格調高い駅舎で知られる、ワシントンD.C.の名所の1つ。年間訪問者数は3,200万人に上る。アムトラックのほか、MARC（メリーランド通勤鉄道）およびVRE（バージニア急行鉄道）の両通勤鉄道サービスならびにワシントンメトロが運営するバスおよび地下鉄が乗り入れている。アムトラックの本社も駅構内にある。

## 建設前史
首都ワシントンへの鉄道の乗り入れは、ボルチモア・アンド・オハイオ鉄道が、1835年にボルチモアからの支線を開業させたことに遡る。このとき、同鉄道の駅はアメリカ合衆国議会議事堂のすぐ北側に建設された。これに対抗し、ペンシルバニア鉄道もワシントンに乗り入れを計画し、ナショナル・モール（現在のスミソニアン航空宇宙博物館の近辺）に駅を建設して1872年に開業した。その後、ペンシルバニア鉄道の駅には、南部諸州からの鉄道各社の列車も乗り入れるようになった。
1890年代になると、ワシントンのボルチモア・アンド・オハイオ鉄道とペンシルバニア鉄道の両駅は、それぞれ年間100万人以上の利用者で混雑するようになったが、両駅とも手狭で施設の増強が必要となった。また、両鉄道の輸送量が増えるにつれ、線路と市内の街路との平面交差が引き起こす事故や道路の混雑が問題となった。こうした事情を背景に、両鉄道は、1901年に、両鉄道を含むワシントンに乗り入れるすべての鉄道が共同で利用する新しい駅を建設する計画があることを発表した。
ワシントンD.C.市民は以下の2つの理由でこれを歓迎した。
- ペンシルバニア鉄道が、当時ナショナル・モールで占有していた10万平米余りの線路と駅の用地から退去することを意味したため。環境の整備には時間がかかったが、駅の統合移転は、このモールが今日あるような形になることを可能とした。
- 市内の鉄道を一つ屋根の下に集めることにより、大勢の乗降客を扱い、連邦の首都としてのワシントンにふさわしい駅がようやく実現されることになったため。

## 建築設計と建設

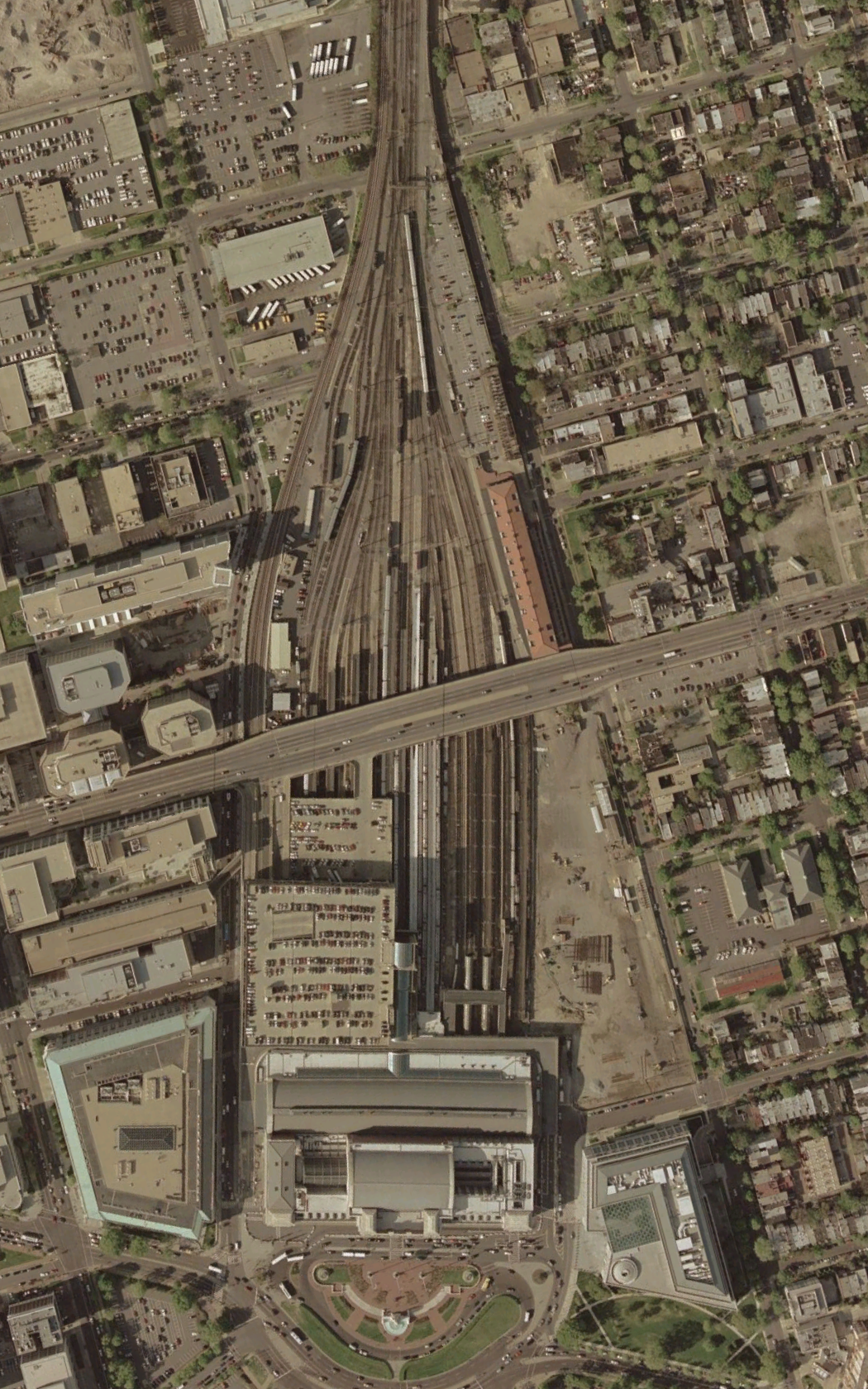
アメリカ合衆国地質調査所による衛星写真

ピエール・ランファンの都市計画に基づいて開かれた2つの大通りの交差点に位置し、幅600フィート (180 m) を超えるファサードを擁する、この巨大な駅舎を設計したのは建築家ダニエル・バーナムで、ピアース・アンダーソンの助けを借りている。その外観にはさまざまな意匠が取り入れられており、たとえば、正面（主ファサード）や外観は、ローマのコンスタンティヌスの凱旋門を思わせる古典様式となっている。このように主要都市の入り口となるターミナル駅の正面を凱旋門のイメージでまとめるのは、ロンドンで1837年に建設されたユーストン駅以来の伝統である。また、内部に目を転じると、96フィート (29 m)の天井高を有する主待合室の大きな円蓋空間は、これも古典様式で、ディオクレティアヌス浴場の影響を受けている。大きなホールを屋根付きの回廊で結んだ外観は、バーナムが主任建築家を務めた1893年のシカゴ万国博覧会におけるコート・オブ・ヒーローズを思わせるものである。このほか、ボザール建築様式の碑文や寓意的彫刻もみられる。
正面中央ファサードのアーチの上を飾る、「鉄道の発展」と称される6体の巨大な彫像は、コンスタンティヌス凱旋門に施されているダキア虜囚の彫像をモデルにルイス・セントゴーデンスがデザインしたもので、アメリカ・ルネッサンス運動の精神の表れということもできる。具体的には、プロメーテウスは火、タレスは電気、テミスは自由と正義、アポローンは想像と発想、ケレースは農業、アルキメデスは機械を表している。また、セントゴーデンスは駅のメイン・ホールに26体の百人隊長の彫像も配置した。
開業当初、この駅にはさまざまな食堂以外にも床屋から死体安置所といったサービスもあった。また、現在はレストランに転用されてしまったが、貴賓室も設置されていた。

## 運営
ユニオン駅は1907年10月27日にオープンし、最初に到着したのはピッツバーグからのボルチモア・アンド・オハイオ鉄道の旅客列車であった。ほどなくこの駅は、5街区先にある議事堂への玄関口となった。第二次世界大戦のころが最も繁忙となり、1日の利用者は20万人に上った。
その後、米国で鉄道による旅客輸送が衰退するまで、ユニオン駅は米国の主要ターミナル駅の1つであった。主にボルチモア・アンド・オハイオ鉄道、ペンシルバニア鉄道およびサザン鉄道の旅客列車が発着していたが、リッチモンド・フレデリックスバーグ・アンド・ポトマック鉄道のリッチモンドへの路線（南に約100マイル (160 km) ）を経由してアトランティック・コースト・ライン鉄道やシーボード・エア・ライン鉄道に接続し、両カロライナ州、ジョージア州およびフロリダ州方面に向かうこともできた。

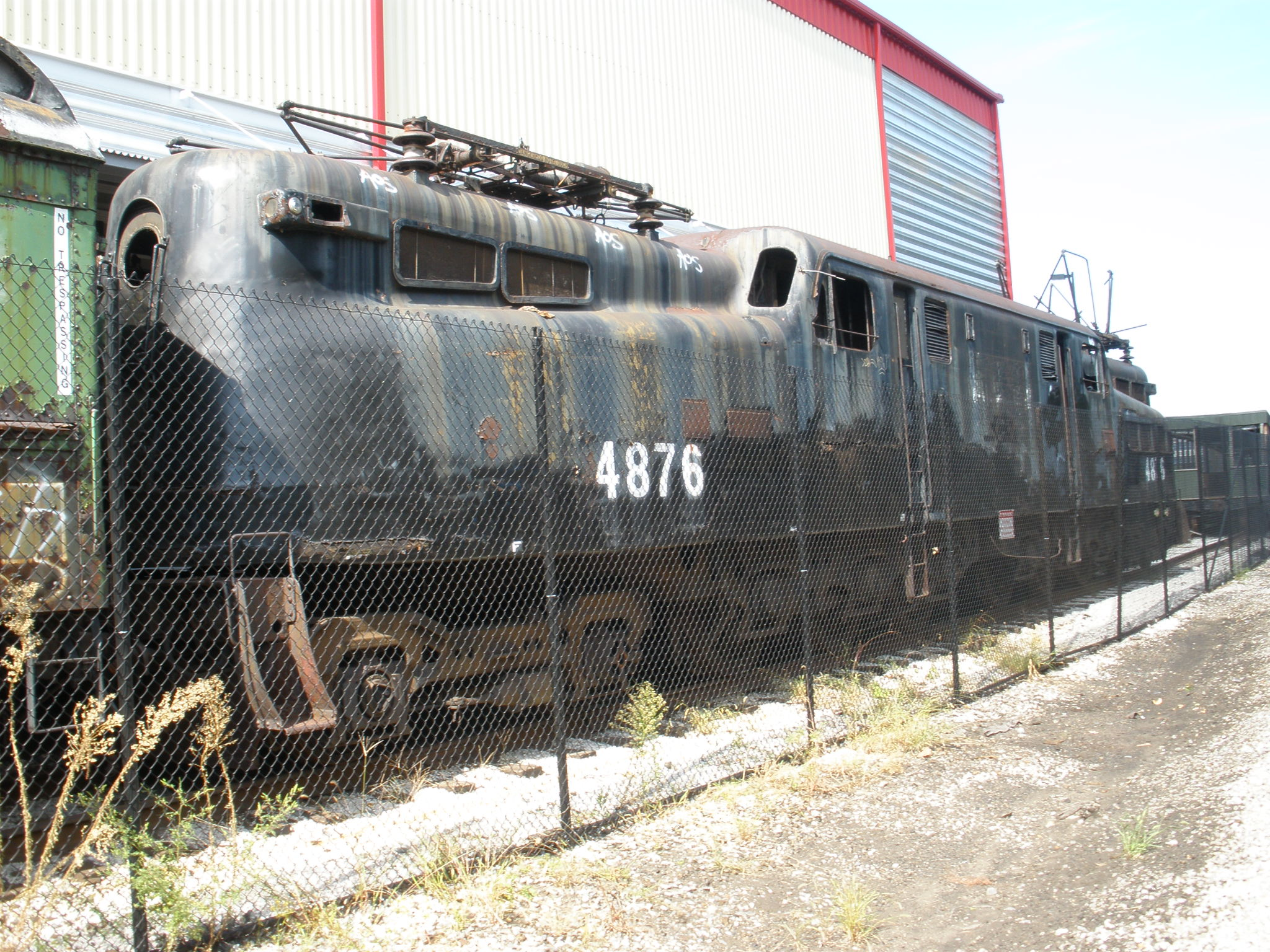
暴走した当該機であるGG1 4876号機（ボルチモア・アンド・オハイオ鉄道博物館にて保存）

ユニオン駅で発生した有名な事件としては、1953年1月15日朝に発生した、ペンシルバニア鉄道のフェデラル（ボストンからの夜行急行列車）の暴走事故を挙げることができる。同列車の機関士がプラットフォームの2マイル (3 km) 手前でブレーキを操作しようとしたところ、機関車のブレーキ（単独ブレーキ）しか効かないことが分かった。この結果、同列車は十分に減速することができず、列車をけん引していたGG1機関車4876号は時速約25マイル (40 km/h)ほどのスピードで駅16番線先端の車止めに突っ込んだ。機関車はプラットフォームに乗り上げ、その先にあった駅長室や新聞売り場を破壊し、主待合室を遮る壁にまさに衝突しようとしたその瞬間、機関車の重みに耐えられるようには設計されていなかった駅の床が抜け、地下室に落ちる形で止まった。重さ447,000ポンド (202 tons) の電気機関車が落ちたのは、現在のフードコートとなっている所のほぼ中央である。ユニオン駅手前の信号所からの連絡により駅の利用客の避難が完了していたこともありこの事故での死者はなく、編成後部の客車に乗っていた人々は乱暴な停車をしたと思っただけだった。事故調査ではブレーキの制御弁が閉まっていたためにブレーキが利かなくなったことが分かったが、その原因は落下してきたつららの衝撃によるものと推定された。1976年の映画大陸横断超特急の最後のシーンは、この暴走事件を下敷きにしている。なお、この機関車がその後間もなく修理されて現役に復帰したことは、GG1の頑丈さを実証することになっている。

## 衰退と改修
第二次世界大戦後の米国では、連邦政府が州間高速道路建設を推進したことも手伝って、鉄道による旅客輸送が衰退した。その結果、アメリカ合衆国の多くの鉄道駅と同様に、ユニオン駅の経営は困難になり、それにあわせて建物としての維持管理も十分に行き届かなくなった。すでに1958年には、ボルチモア・アンド・オハイオ鉄道とペンシルバニア鉄道が、駅舎を解体してその場所にオフィス・ビルを建設することを検討していたほか、1960年代前半には文化センターあるいは鉄道博物館への転用案も打ち出されたが、いずれも日の目をみなかった。
その後、1968年に、米国の建国200年式典（1976年）に合わせ、ユニオン駅を国立観光案内所（National Visitor Center）に転用することが決定された。この事業のための予算はその後の6年間で手当されたものの、関係者間の紛争などで着工は遅れ、案内所の完成は1976年の独立記念日ギリギリとなった。案内所では100面のスクリーンを用いたスライドショーなども行われたが、完成が遅れて十分な広告宣伝期間がとれなかったことや、便利な駐車場が無かったことなどが災いし、入場者数は低迷した。1977年の会計検査院報告で、ユニオン駅は今にも崩壊する危険性があることが示されたこともあり、1978年10月には案内所が閉鎖された。
案内所が閉鎖された後のユニオン駅は屋根に穴が開き、待合室の床にはキノコが生える状態にまで陥ったが、1981年に保存・再開発法が成立し、修復と改装が始まった。

## 現在の利用法
修復と改装を終えたユニオン駅は、1988年9月29日から現在の形で営業を再開した。かつての駅空間はレストランや店舗に転用され、今日、ユニオン駅は再度ワシントンD.C.で最も繁華で良く知られた場所となり、年間3,200万人が訪れている。このようなユニオン駅の再開発の成功は、米国の他の都市における駅再開発計画の始動をうながした。なお、鉄道駅としての施設はニューヨーク寄りに移設されたが、旧駅施設の痕跡は、地下のフードコートに残されたホームの番線標識などからうかがうことができる。
現在のユニオン駅の鉄道駅としての機能をみると、北東回廊の南端の終着駅として、ここから北に電化された鉄道線がボルチモア、フィラデルフィア、ニューヨークおよびボストンなどまで延びている。また、電化されていない鉄道線が、トンネルを経由して南に延びている。ホームは上層と低層に分かれており、上層は7番線から20番線までであり、MARC（ワシントンとメリーランド州を結ぶ通勤線）とアムトラックのアセラ・エクスプレスおよびノースイースト・リージョナル列車が発着している。低層は22番線から29番線までであり、VRE（ワシントンとバージニア州を結ぶ通勤線）の列車を含めファーストストリート・トンネルを抜ける全ての南行き列車とアムトラックの北行き列車の一部が発着する。ワシントンメトロのレッド・ラインは建物の西端地階にあり、メトロの中でも最も乗降客の多い駅となっている。
さらに上層階には近郊諸地域行のバスターミナルがあり、多くの路線バスが発着、地下鉄、鉄道、バスの立体駅となっている。
駅の北側には、かつて貨物や操車のために用いられた（線路の伸びる方向に対して）幅広い付属地がある。再開発が複数の施設でなされているが、なかでも「ユニオン・マーケット」と称するフードコートは、観光地として著名な再開発成功事例である。
ユニオン駅の所有者は非営利団体のユニオン駅再開発会社だが、84年間借用権はニューヨーク市に本拠を置くアシュケナージ買収会社にあり、運営はシカゴに本拠を置くジョーンズ・ラング・ラサールが行っている。この駅にはアムトラックの本社があり、IATA空港コードZWUを持っている。

## メディアに登場したユニオン駅
ユニオン駅はこれまで多くの映画の撮影現場になっており、代表的なものとしてスミス都へ行くがあり、その他にも見知らぬ乗客、ハンニバル、リクルート、en:Along Came a Spider、en:Collateral Damage、ザ・センチネル/陰謀の星条旗、en:My Fellow Americansおよびウェディング・クラッシャーズが挙げられる。
テレビ番組ではザ・ホワイトハウスがユニオン駅を舞台に使った。
ユニオン駅は多くの著作でも登場してきた。キャロル・ハイスミスとテッド・ランドフェアによる128頁の『ユニオン駅：ワシントンの終着駅の装飾的歴史』では、写真と文章でこの駅の完全な歴史を伝えている。トルーマン大統領の娘マーガレット・トルーマンの首都犯罪ミステリーシリーズには『ユニオン駅殺人事件」が含まれている。

## ギャラリー

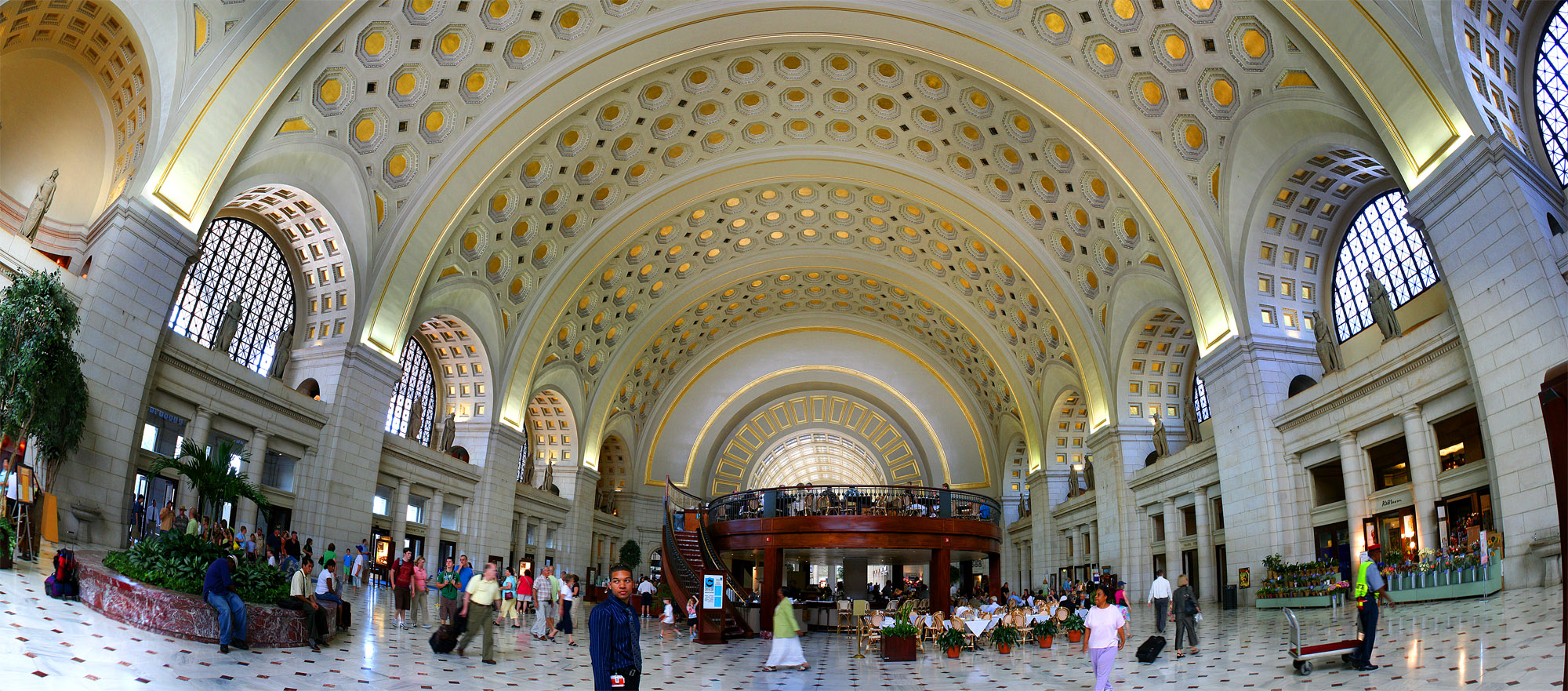
メイン・ホールの広角映像
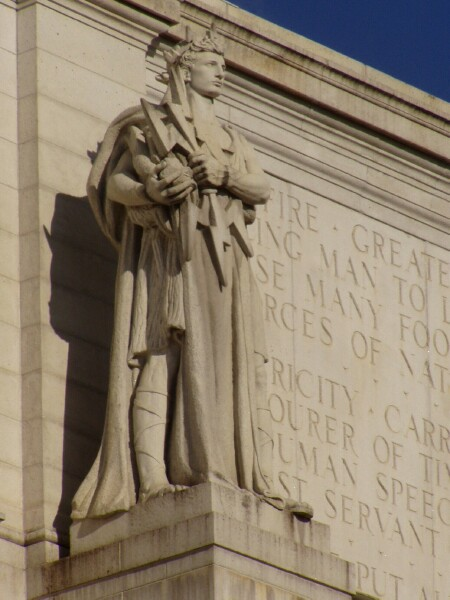
玄関上の電気を表すタレス像、ルイス・セントゴーデンス制作
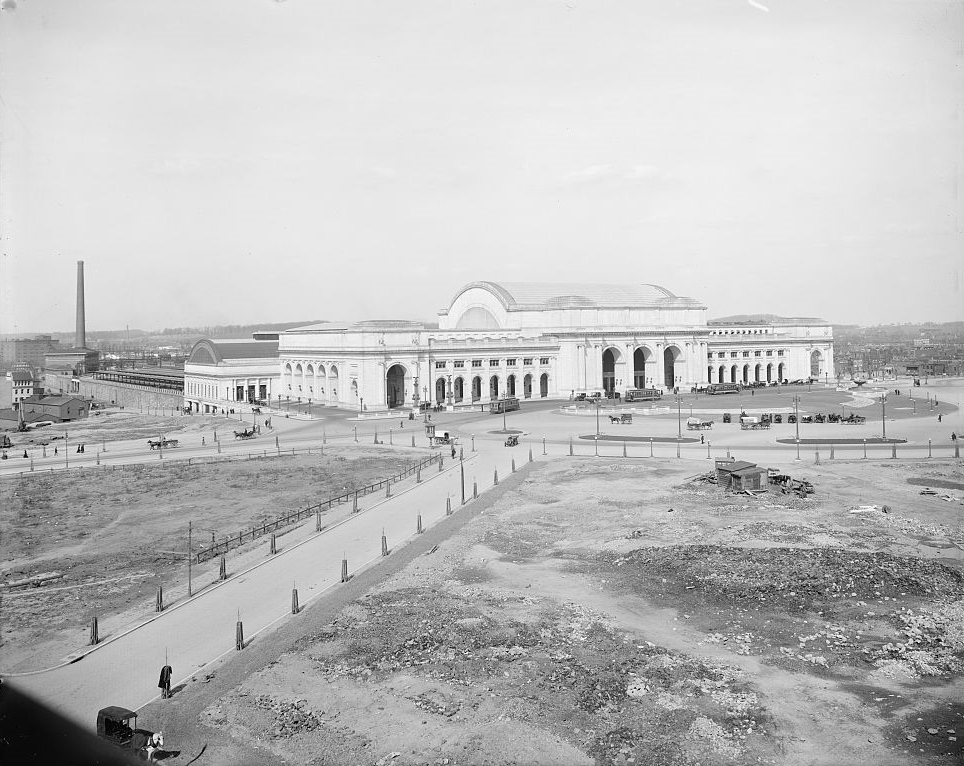
新築間もないユニオン駅
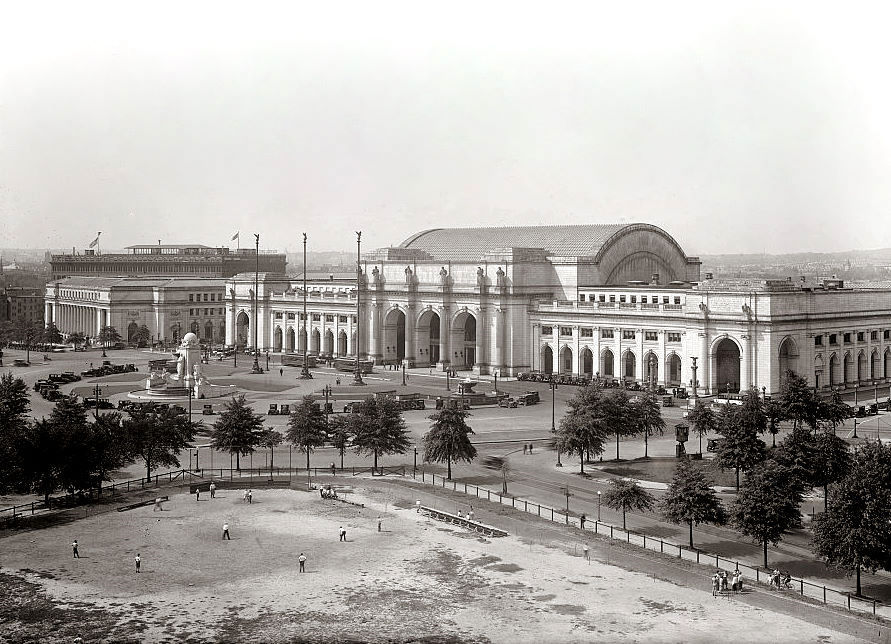
1920年頃のユニオン駅
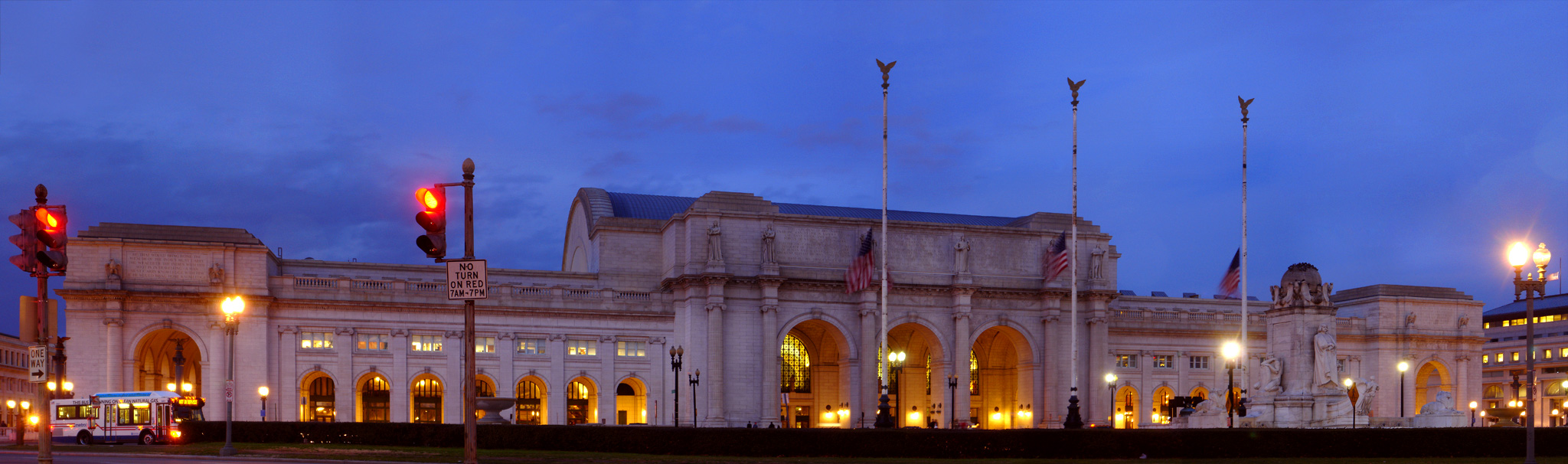
薄暮のユニオン駅正面
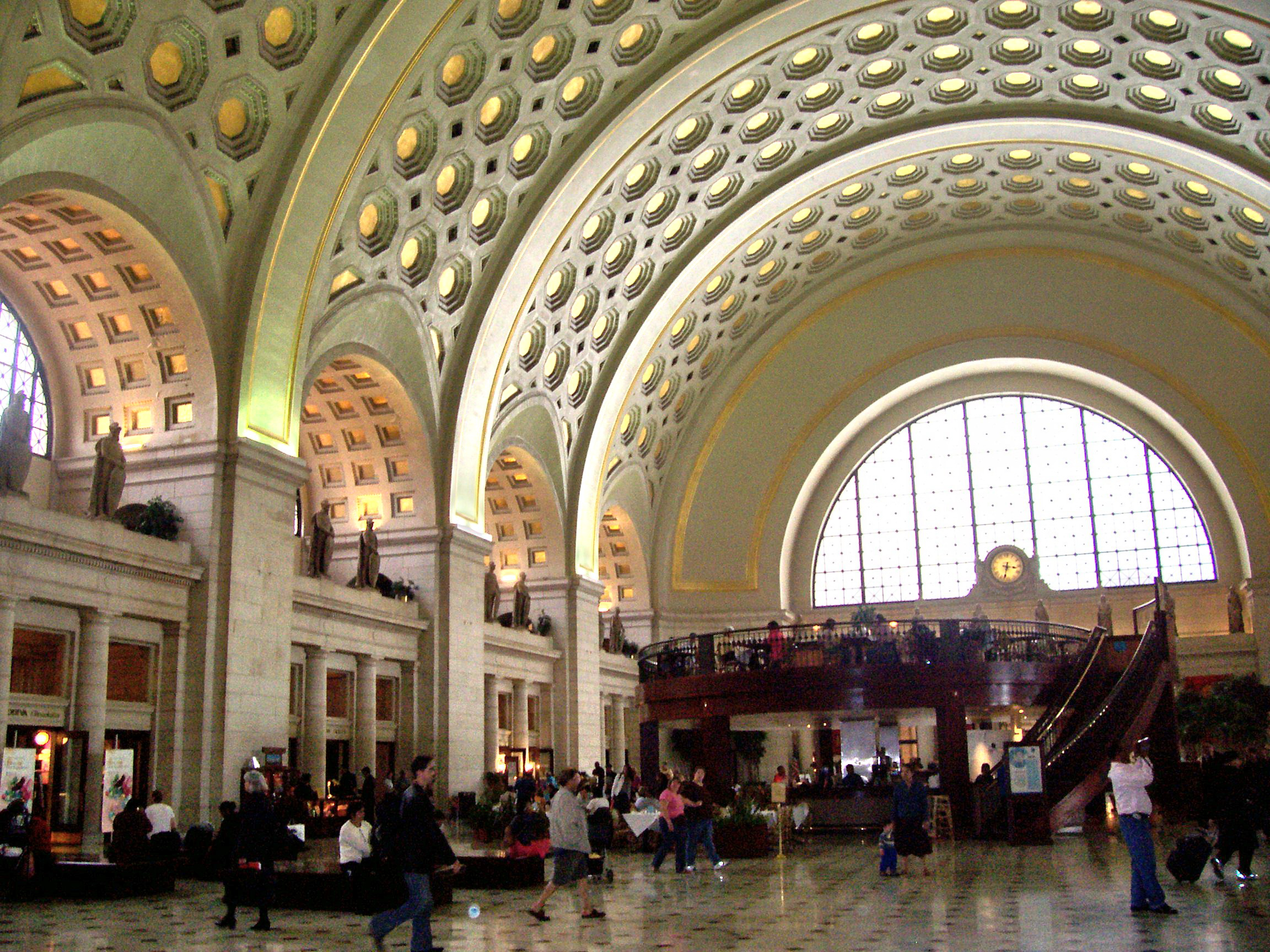
中央コンコース
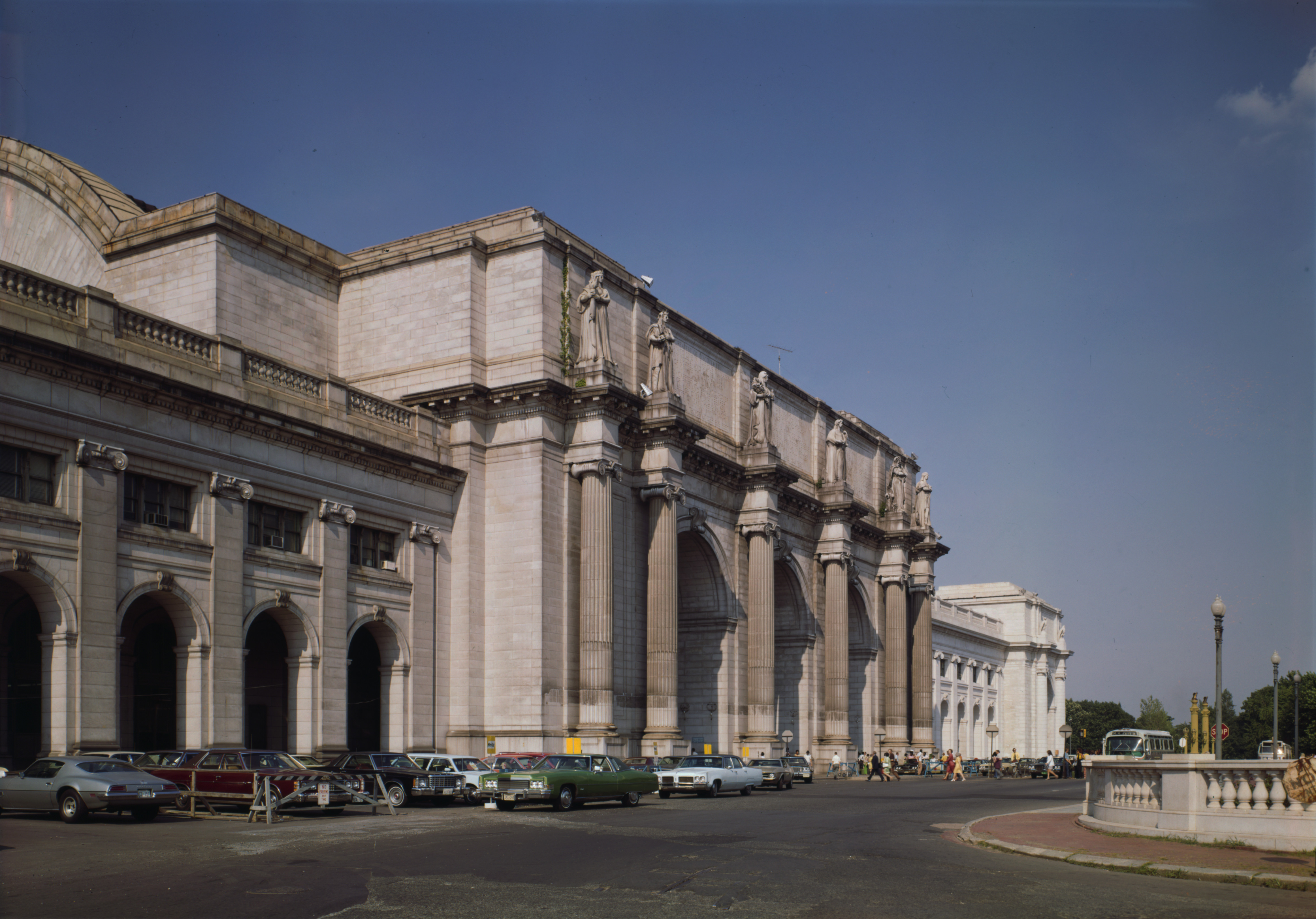
南玄関、1974年頃
駅舎および駅前広場全景、 1977年
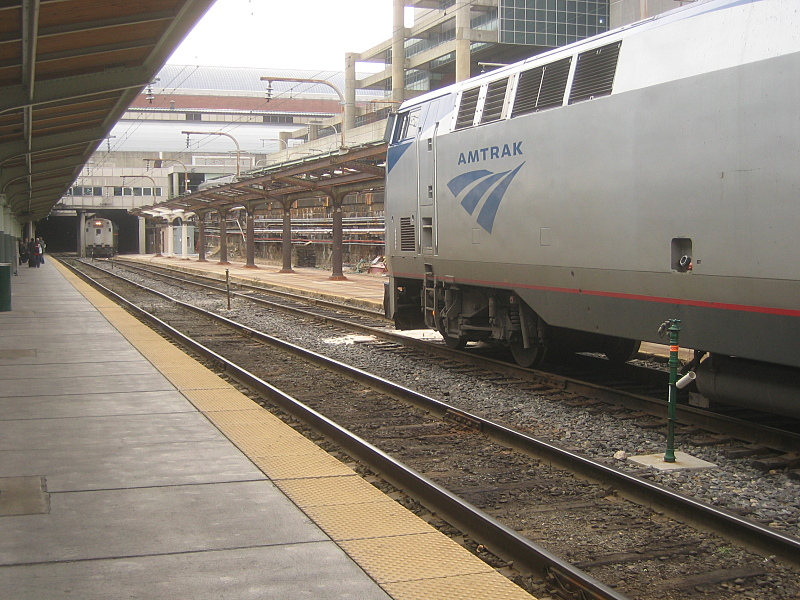
北東回廊のプラットフォームと線路（低層）
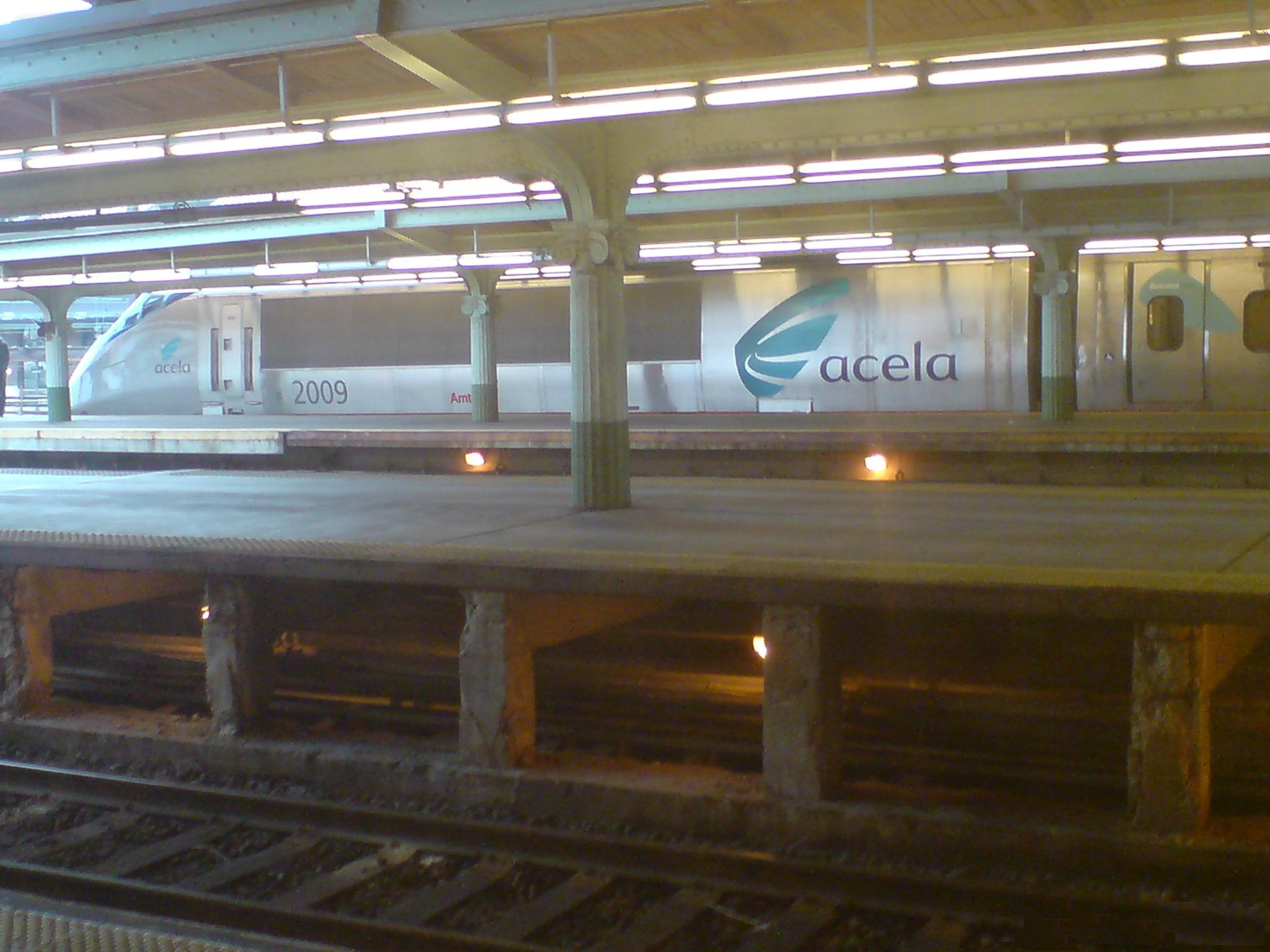
アムトラックのアセラ・エクスプレス、（上層）
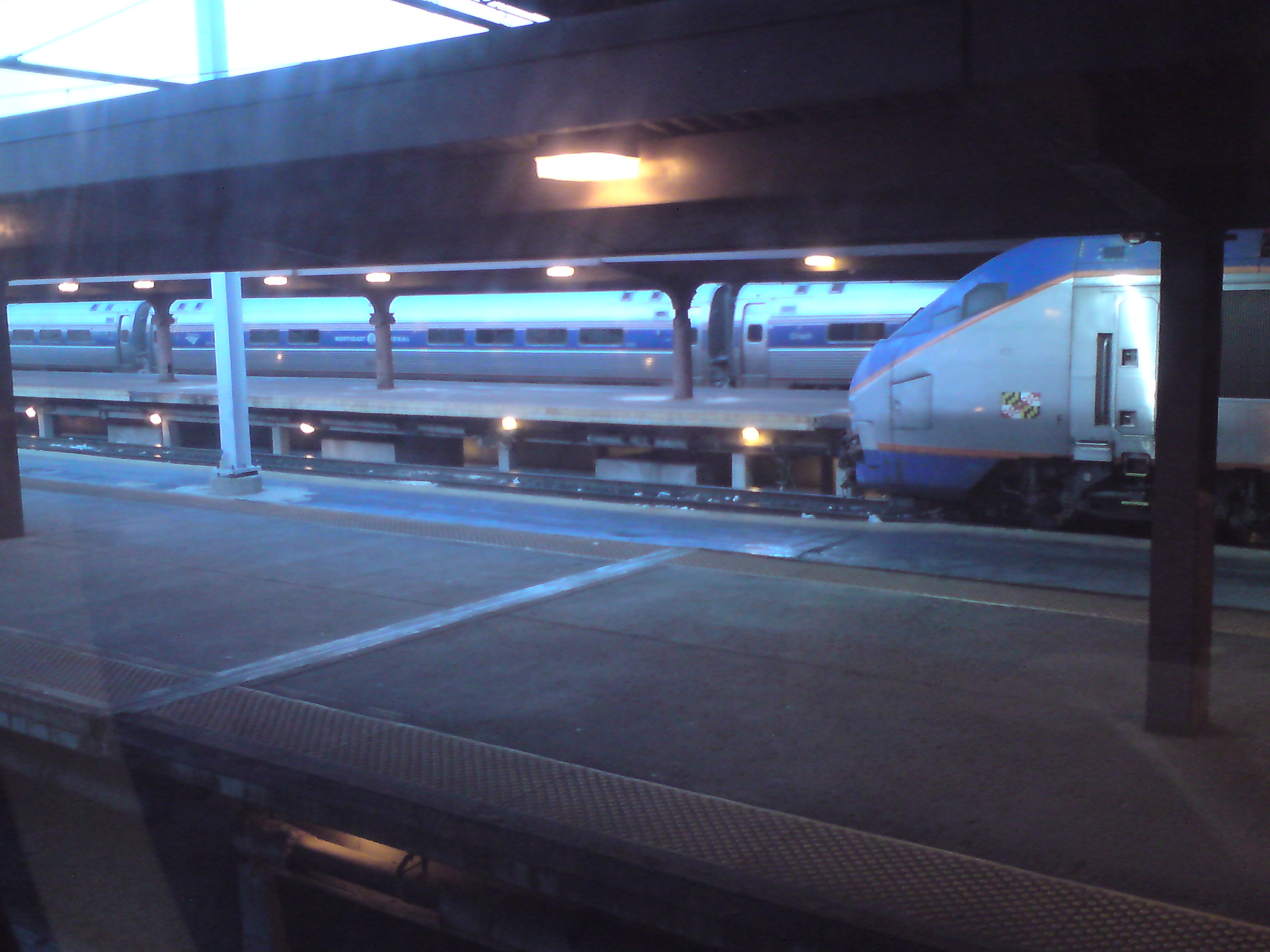
アムトラックとMARC（上層）
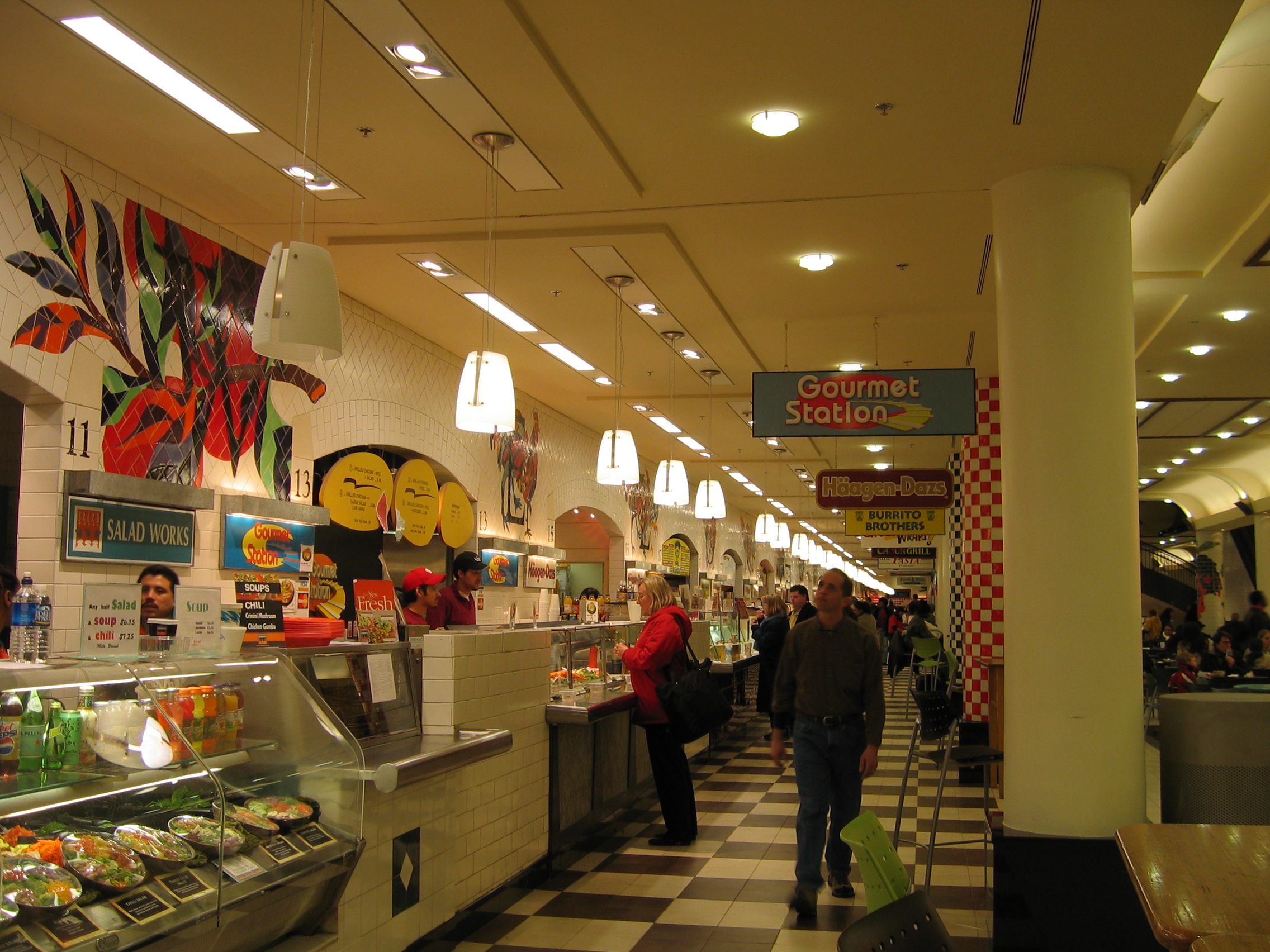
フードコート
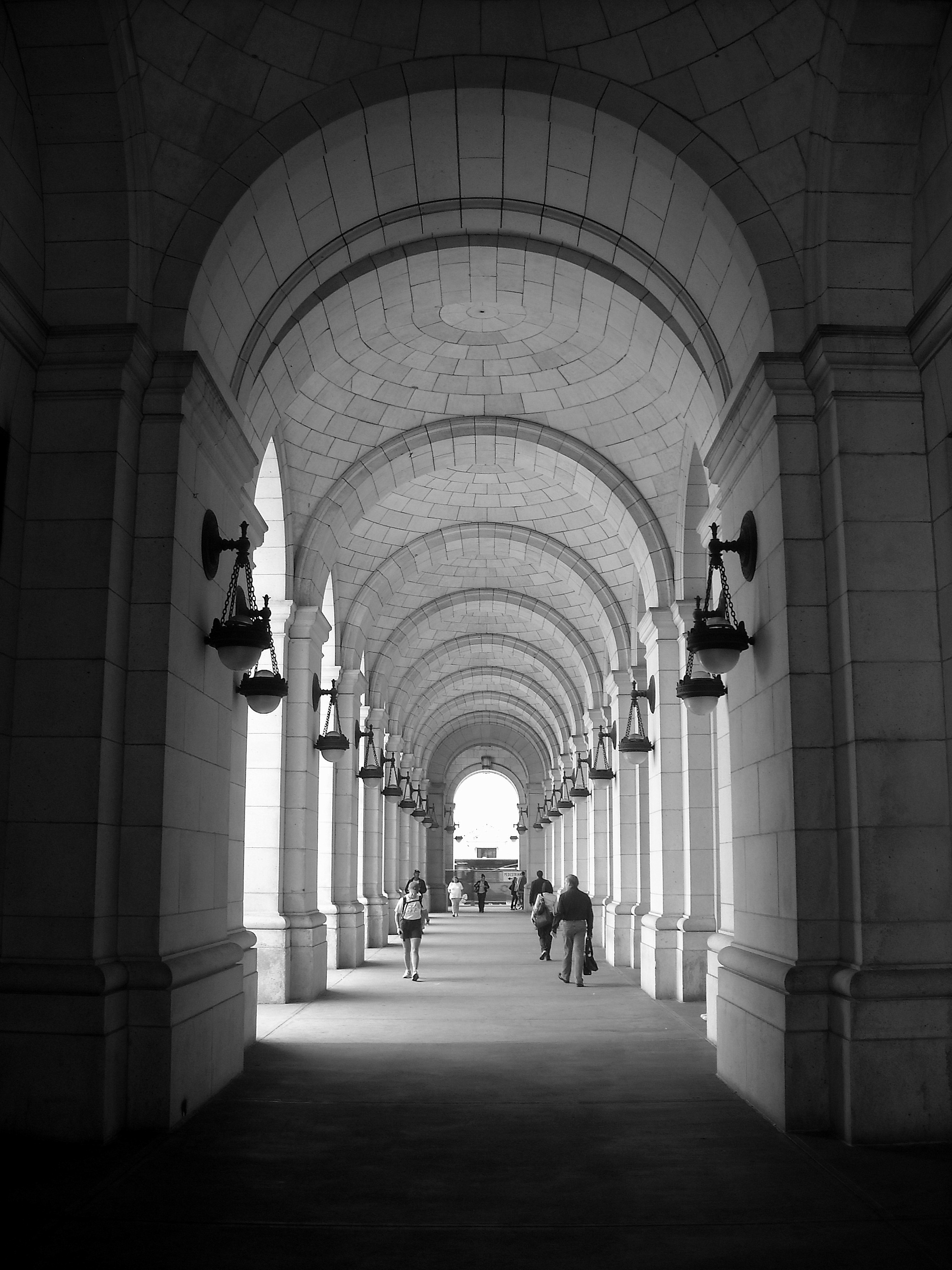
ロジア
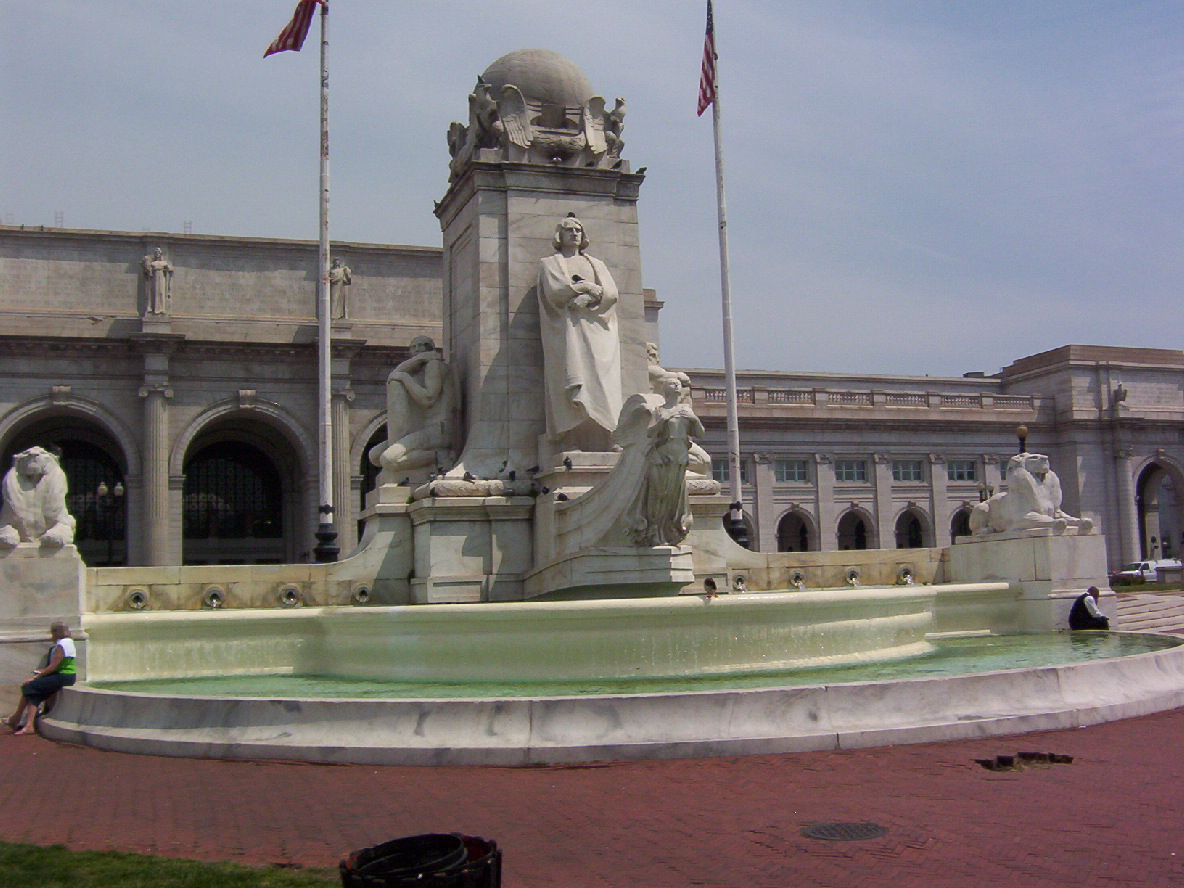
駅前の噴水